# Benet Messeguer i Villoro
Benet Messeguer i Villoro, més conegut com a Benito Messeguer (Móra d'Ebre, 27 d'octubre de 1927 – Ciutat de Mèxic, 19 d'octubre de 1982) fou un pintor català, exiliat a Mèxic en acabar la guerra civil espanyola. Va continuar gran part del treball del moviment del muralisme mexicà. El seu treball va ser reconegut amb un homenatge al Palacio de Bellas Artes poc abans de la seva mort i la pertinença al Salón de la Plástica Mexicana.

## Biografia
Fill d'un ebenista catalanista i republicà, en acabar la guerra civil espanyola en 1939 marxà amb tota la seva família a França. D'allí marxaren el 1944 cap a Mèxic. Prèviament havia estudiat pintura a Barcelona amb Enrique Assad. A Mèxic es va naturalitzar mexicà i va estudiar pintura i dibuix a l'Escuela Nacional de Pintura, Escultura y Grabado "La Esmeralda" amb Diego Rivera i José Clemente Orozco que van influir fortament en el seu treball. Després va continuar els estudis a l'Instituto Nacional de Bellas Artes (INBA) i a l'Escuela de Cursos Temporales de la Universitat Nacional Autònoma de Mèxic (UNAM).
Va morir de leucèmia a Ciutat de Mèxic als 51 anys.

## Carrera
Les seves obres inicials es caracteritzen per un expressionisme que mai va perdre un caràcter fortament dramàtic. El 1956 fundà i dirigí l'Escola de Belles Arts de Tula, a l'estat d'Hidalgo, i el 1957 guanyà el primer premi en l'exposició Nuevos Valores al Saló de la Plàstica Mexicana.
Ha fet més de cinquanta exposicions individuals i col·lectives del seu treball, incloent la II Biennal Interamericana de Pintura i Gravat a la Ciutat de Mèxic (1960), la Biennal de Tòquio (1961) i la Biennal de Joves de París (1961, 1963, 1965) i exposicions individuals en el Museo de Arte Moderno i altres llocs.
Els seus murals inclouen La edad de oro al the Casino de la Selva (1958), El fenómeno de la comunicación lingüística a l'Instituto Mexicano de la Audición y el Lenguaje (1963), Las luchas revolucionarias de México a la Unidad Habitacional Ermita-Zaragoza (1978), El Quijote, mensaje oportuno al Centro Cultural del Ministerio de Hacienda (1981) i El desarrollo histórico y económico-cultural del hombre a la facultat d'economia de la Universitat Nacional Autònoma de Mèxic (1983).
A més de produir art, Messenguer també es va exercir com a director de la Maragda i el director del Centre d'Estudis Superiors d'Investigació Plàstica de l'Instituto Nacional de Bellas Artes.
La seva trajectòri va ser reconeguda com a membre del Salón de la Plástica Mexicana i el 1983 al Palau de Bellas Artes s'hi presenta una exposició d'homenatge.

## Arts
Va ser pintor (majoritàriament olis), gravador i muralista, però la major part de la seva obra va ser murals.
Les seves primeres influències van ser les dels seus mestres a La Esmeralda. Diego Rivera va influir fortament en el caràcter anecdòtic de les seves composicions i José Clemente Orozco, amb l'humanisme i els temes de l'universal. Antonio Rodríguez Luna ha declarat "Messeguer mai va oblidar les preocupacions socials dels vells mestres, ni el mètode més adequat per a la representació dels éssers humans (figuració): però va rebutjar els seus seguidors que s'acontentaven a repetir el que havia estat creat pels seus predecessors." Les seves obres no compten històries com les del muralisme mexicà clàssic, però que no traeixen el moviment pictòricament o ideològicament. En comptes d'això fa obres personals amb un ambient popular, barrejant humor crític i el compromís amb els més desfavorits.
Altres influències en el seu treball inclouen la d'arquitecte català Antoni Gaudí en l'ús de formes orgàniques amb efecte emotiu i ús de Rembrandt de l'efecte de clarobscur. Un exemple principal d'això últim és el de La creación y la economía, on un grup de llum intensa transcendeix les lluites entre l'humanisme i l'obscurantisme. L'obra dels seus últims deu anys de vida va començar a utilitzar la pintura com un material mal·leable, gairebé pastes per modelar en gruixuts empastaments a convergir les qualitats de massa, color i llum.
En 1962 va exposar amb Francisco Moreno Capdevila i José Hernández Delgadillo com el grup Nueva Presencia, també coneguts com els Interioristas. No ha estat membre de la Generación de la Ruptura, amb la seva postura contra l'art carregat políticament i socialment. Tampoc aprova l'evolució de l'art abstracte a Mèxic, encara que alguns elements de la seva obra s'hi apropen.